# Trathan Coast
Trathan Coast är en strand i Antarktis. Den ligger i Västantarktis. Chile och Storbritannien gör anspråk på området.